# Sutphin Boulevard-Archer Avenue-JFK Airport
Sutphin Boulevard-Archer Avenue-JFK Airport è una stazione della metropolitana di New York situata sulla linea Archer Avenue. Nel 2019 è stata utilizzata da 7 354 064 passeggeri. È servita dalle linee E e J, attive 24 ore su 24, e dalla linea Z, attiva solo nell'ora di punta del mattino in direzione Manhattan e nell'ora di punta del pomeriggio in direzione Queens.

## Storia
La stazione fu aperta l'11 dicembre 1988, insieme al resto della linea Archer Avenue.

## Strutture e impianti
La stazione è sotterranea, ha tre livelli ed è posta al di sotto di Archer Avenue. Il livello inferiore (BMT, usato dalle linee J e Z) e quello intermedio (IND, usato dalla linea E) hanno entrambi una banchina ad isola e due binari, quello superiore funge da mezzanino e ospita le scale e gli ascensori per accedere alle banchine, i tornelli e le quattro scale e l'ascensore per il piano stradale, che portano all'incrocio con Sutphin Boulevard.

## Interscambi
La stazione è servita da numerose autolinee gestite da MTA Bus e NYCT Bus. Inoltre, costituisce interscambio con la stazione ferroviaria Jamaica della Long Island Rail Road e la stazione Jamaica dell'AirTrain JFK.
- Stazione ferroviaria (Jamaica, LIRR)
- People mover (AirTrain JFK)
- Fermata autobus